# SIL Open Font License
La SIL Open Font License è una licenza libera e open source progettata per i font dall'organizzazione SIL International (Summer Institute of Linguistics, Istituto estivo di linguistica) per l'utilizzo di alcuni dei loro caratteri Unicode.
La licenza è considerata libera dalla Free Software Foundation.

## Termini
La Open Font License è una licenza software libera e permette l'utilizzo, la modifica e la libera distribuzione dei font (finché rimangono licenziati con la Open Font License). Il detentore dei diritti può comunque dichiarare il nome del font come "Reserved Font Name" (nome di font riservato), che le versioni modificate di quel font non potranno usare.
La licenza consente che il font venga usato in ogni tipo di documento, con qualunque termine di licenza, ma richiede che i fonts siano inclusi in un software per essere venduti.

## Incompatibilità GPL
La Open Font License è incompatibile con la licenza GPL a causa del debole permesso d'autore (copyleft). Anche senza questo fattore, sarebbe comunque GPL-incompatibile per via dei "Reserved Font Names" (Nomi di Font Riservati) e la possibilità di vendita dei fonts se inclusi in un software, considerati "ulteriori restrizioni" secondo la sezione 10 della GPL.